# Нарва (река)
Нарва (ест. Narva jõgi; рус. Нарва, Нарова) река је на северу Европе која целом својом дужином представља државну границу између Естоније (округ Ида-Вирума) на западу и Русије (Лењинградска област) на истоку. Са просечним протоком од око 400 m³/s водом је најбогатија река у Естонији, а после реке Неве друга је река по протоку у басену Финског залива.
Свој ток започиње као отока Чудског језера (на естонском Пејпус), целом дужином тока тече у смеру севера и након свега 77 km тока улива се у плитки Нарвски залив, субакваторију Финског залива Балтичког мора. Површина басена реке Нарве је 56.225 km², од чега се на подручју Русије налази 62,9% територије басена, у Естонији је 30,5%, док се остатак басена налази на подручју Летоније (око 6,5%) и Белорусије (мање од 0,1%). Укупан пад њеног корита је око 30 метара или у просеку 0,39 метара по километру тока.
Њена најважнија притока је река Пљуса коју прима са десне стране, док са леве стране готово и да нема значајнијих притока. У средњем делу тока Нарва протиче кроз вештачко Нарвско језеро. На њеним обалама се налазе градови Ивангород у Русији, те Нарва и Нарва-Јиесу (на ушћу) у Естонији.